# Michael Ruben Rinaldi
Michael Ruben Rinaldi (Rimini, 21 dicembre 1995) è un pilota motociclistico italiano.
Campione europeo Superstock 1000 nel 2017 e vincitore del trofeo Indipendenti nel campionato mondiale Superbike del 2020.

## Carriera

### Gli inizi
Nato in Romagna da padre italiano e madre venezuelana; Rinaldi inizia la carriera da motociclista nel 2007 partecipando alla MiniGP Junior 50cc, nella quale si classifica secondo per tre stagioni di fila. Nel 2010 inizia a disputare la coppa Italia nella classe 125cc 2T, l'anno successivo vince questo titolo. Nelle stagioni 2011, 2012 e 2013 partecipa al campionato Italiano Velocità. Sempre nel 2012 fa il suo esordio nel motomondiale partecipando, sia come sostituto sia come wild-card, ad alcune gare della classe Moto3 in sella ad una Honda NSF250R. Ottiene un punto che gli consente di chiudere la stagione al trentottesimo posto in classifica mondiale. Nella stessa stagione partecipa al campionato Europeo Velocità Moto3, svoltosi in gara unica ad Albacete, dove si classifica in ventiquattresima posizione.

### Europeo Stock 600
Il 2014 è per Rinaldi la prima stagione completa in campo internazionale. Partecipa infatti al campionato europeo Superstock 600 in sella ad una Yamaha YZF-R6, porta a termine tutte le gare in calendario e chiude la stagione all'undicesimo posto in classifica piloti con 29 punti ottenuti. Sempre nel 2014 partecipa al Gran Premio di Francia nella classe Moto3 in sella ad una Mahindra MGP3O come pilota sostitutivo. Chiude la gara al ventitreesimo posto, senza quindi ottenere punti. La stagione successiva rimane nell'europeo Stock 600, passando però a guidare una Kawasaki ZX-6R del San Carlo Team Italia. Rinaldi ottiene quattro piazzamenti a podio su otto gare in calendario, una vittoria, due giri veloci in gara e quattro pole position. Chiude la stagione con 98 punti, secondo solo al turco Toprak Razgatlıoğlu anch'esso su Kawasaki.

### Superstock 1000 FIM Cup
Nel 2016 Rinaldi passa alla Superstock 1000 FIM Cup, dove corre in sella ad una Ducati Panigale R del team Aruba.it Racing – Junior. Il compagno di squadra è l'argentino Leandro Mercado. Anche in questa stagione chiude il campionato portando a termine tutte le gare. Ottiene due piazzamenti a podio e due giri veloci; chiude la stagione al sesto posto con sessantanove punti.
Nel 2017 rimane nella Stock 1000, nel frattempo diventata campionato europeo. Corre con lo stesso team e la stessa motocicletta, il nuovo compagno di squadra è l'australiano Mike Jones. Al termine della stagione si laurea campione europeo Superstock avendo totalizzato 138 punti, otto in più del turco Razgatlıoğlu, classificatosi secondo. Rinaldi in questa stagione ottiene cinque piazzamenti a podio su nove gare in calendario, tra cui tre vittorie; oltre a quattro pole position e cinque giri veloci in gara. Con questo titolo Rinaldi diventa il decimo pilota italiano vincente in questo campionato, dall'anno del suo riconoscimento da parte della Federazione Internazionale di Motociclismo. In questa stagione inoltre, prende parte alla gara inaugurale a Imola del campionato italiano Superbike conquistando due piazzamenti a podio. 

### Mondiale Superbike
Nel 2018 partecipa alle corse in territorio europeo del campionato mondiale Superbike alla guida di una Ducati Panigale. Ottiene settantasette punti che gli consentono di chiudere al quattordicesimo posto in classifica mondiale e terzo nella classifica del trofeo Indipendenti. Nel 2019 passa al team Barni Racing alla guida della Ducati Panigale V4 R, partecipando anche alla classifica riservata agli indipendenti. Ottiene centoventidue punti coi quali chiude al tredicesimo posto in classifica mondiale e sesto nel trofeo Indipendenti. Nel 2020 è nuovamente pilota Ducati passando al team Go Eleven. Il 5 Settembre sul circuito di Aragon vince la sua prima gara nel mondiale superbike partendo dalla seconda posizione, la prima vittoria anche per il team Go Eleven. A fine stagione è settimo in classifica mondiale e vince il trofeo indipendenti.
La stagione successiva viene promosso nel team ufficiale Ducati. Nel round di Misano Adriatico ottiene due vittorie e un secondo posto, conquista un'altra vittoria al Montmelò concludendo la stagione al quinto posto in classifica.
Nel 2022 continua con il team dell'anno precedente, il compagno di squadra è Álvaro Bautista. Ottiene quattro piazzamenti a podio e si classifica al quarto posto contribuendo alla conquista dei titoli costruttori e squadre di Ducati. Nel 2023 inizia il terzo anno con il team Ducati Corse, in quest'annata ottiene nove piazzamenti a podio tra cui la sua quinta vittoria in Superbike in gara uno ad Aragón. Chiude il campionato al quinto posto contribuendo nuovamente alla conquista dei titolo costruttori e team. Nel 2024 passa al team Motocorsa Racing; con quasi ottanta punti è diciassettesimo nel mondiale e terzo nel Trofeo Indipendenti.

## Risultati in gara

### Motomondiale
| 2012 | Classe | Moto  |  |  |  |  |  |  |  |  |    |  |  |     |    |  |  |  |  |  | Punti | Pos. |
| ---- | ------ | ----- |  |  |  |  |  |  |  |  | -- |  |  | --- | -- |  |  |  |  |  | ----- | ---- |
| 2012 | Moto3  | Honda |  |  |  |  |  |  |  |  | 15 |  |  | Rit | 20 |  |  |  |  |  | 1     | 38º  |

| 2014 | Classe | Moto     |  |  |  |  |    |  |  |  |  |  |  |  |  |  |  |  |  |  | Punti | Pos. |
| ---- | ------ | -------- |  |  |  |  | -- |  |  |  |  |  |  |  |  |  |  |  |  |  | ----- | ---- |
| 2014 | Moto3  | Mahindra |  |  |  |  | 23 |  |  |  |  |  |  |  |  |  |  |  |  |  | 0     |      |

| Legenda | 1º posto        | 2º posto            | 3º posto            | A punti      | Senza punti        | Grassetto – Pole position Corsivo – Giro più veloce |
| Legenda | Gara non valida | Non qual./Non part. | Ritirato/Non class. | Squalificato | '-' Dato non disp. | Grassetto – Pole position Corsivo – Giro più veloce |

### Campionato mondiale Superbike
| 2018 | Moto   |  |  |  |  |   |   |     |    |   |   |    |     |    |   |  |  |    |    |   |   |     |    |  |  |  |  |  |  | Punti | Pos. |
| ---- | ------ |  |  |  |  | - | - | --- | -- | - | - | -- | --- | -- | - |  |  | -- | -- | - | - | --- | -- |  |  |  |  |  |  | ----- | ---- |
| 2018 | Ducati |  |  |  |  | 8 | 7 | Rit | 12 | 7 | 7 | 12 | Rit | 15 | 6 |  |  | 17 | 11 | 9 | 8 | Rit | 13 |  |  |  |  |  |  | 77    | 14º  |

| 2019 | Moto   |   |   |    |   |    |   |    |     |   |     |    |    |   |    |    |    |    |   |     |   |   |    |    |    |    |    |    |    |    |    |    |    |    |    |    |    |    |     |    |  |  |  | Punti | Pos. |
| ---- | ------ | - | - | -- | - | -- | - | -- | --- | - | --- | -- | -- | - | -- | -- | -- | -- | - | --- | - | - | -- | -- | -- | -- | -- | -- | -- | -- | -- | -- | -- | -- | -- | -- | -- | -- | --- | -- |  |  |  | ----- | ---- |
| 2019 | Ducati | 9 | 8 | 16 | 8 | 11 | 8 | 13 | Rit | 9 | Rit | AN | 15 | 8 | 15 | AN | 10 | 11 | 4 | Rit | 7 | 5 | 12 | 11 | 12 | 10 | 13 | 10 | 10 | 11 | 12 | 14 | 10 | 17 | 12 | 14 | 11 | 13 | Rit | 15 |  |  |  | 122   | 13º  |

| 2020 | Moto   |    |   |    |   |    |   |   |   |   |   |   |   |   |   |   |   |   |     |   |   |   |   |   |   |  |  |  |  |  |  |  |  |  |  |  |  |  |  |  |  |  |  | Punti | Pos. |
| ---- | ------ | -- | - | -- | - | -- | - | - | - | - | - | - | - | - | - | - | - | - | --- | - | - | - | - | - | - |  |  |  |  |  |  |  |  |  |  |  |  |  |  |  |  |  |  | ----- | ---- |
| 2020 | Ducati | 10 | 9 | NC | 6 | 11 | 4 | 5 | 8 | 6 | 4 | 8 | 5 | 1 | 3 | 2 | 7 | 6 | Rit | 7 | 7 | 6 | 7 | 9 | 6 |  |  |  |  |  |  |  |  |  |  |  |  |  |  |  |  |  |  | 186   | 7º   |

| 2021 | Moto   |   |    |    |   |   |     |   |   |   |    |    |   |     |   |   |   |    |   |    |    |   |   |    |   |   |   |   |     |    |   |   |     |   |   |   |   |    |    |     |  |  |  | Punti | Pos. |
| ---- | ------ | - | -- | -- | - | - | --- | - | - | - | -- | -- | - | --- | - | - | - | -- | - | -- | -- | - | - | -- | - | - | - | - | --- | -- | - | - | --- | - | - | - | - | -- | -- | --- |  |  |  | ----- | ---- |
| 2021 | Ducati | 7 | 11 | 16 | 5 | 5 | Rit | 1 | 1 | 2 | 12 | 10 | 8 | Rit | 2 | 8 | 4 | 10 | 5 | 10 | 13 | 7 | 4 | 10 | 7 | 3 | 5 | 1 | Rit | AN | 7 | 4 | Rit | 7 | 3 | 8 | 5 | 12 | AN | Rit |  |  |  | 282   | 5º   |

| 2022 | Moto   |   |   |   |     |   |   |   |   |   |   |    |   |   |   |   |   |   |     |   |   |   |   |   |   |   |   |   |   |   |   |   |   |    |    |    |   |  |  |  |  |  |  | Punti | Pos. |
| ---- | ------ | - | - | - | --- | - | - | - | - | - | - | -- | - | - | - | - | - | - | --- | - | - | - | - | - | - | - | - | - | - | - | - | - | - | -- | -- | -- | - |  |  |  |  |  |  | ----- | ---- |
| 2022 | Ducati | 4 | 4 | 4 | Rit | 8 | 7 | 9 | 8 | 8 | 3 | 10 | 3 | 6 | 6 | 4 | 7 | 4 | Rit | 6 | 7 | 2 | 4 | 5 | 2 | 7 | 5 | 4 | 5 | 4 | 5 | 5 | 8 | 10 | 11 | 22 | 7 |  |  |  |  |  |  | 293   | 4º   |

| 2023 | Moto   |    |   |   |     |   |   |    |    |    |     |   |   |   |   |     |    |    |     |   |   |   |    |   |   |   |     |     |   |   |   |     |   |   |   |    |   |  |  |  |  |  |  | Punti | Pos. |
| ---- | ------ | -- | - | - | --- | - | - | -- | -- | -- | --- | - | - | - | - | --- | -- | -- | --- | - | - | - | -- | - | - | - | --- | --- | - | - | - | --- | - | - | - | -- | - |  |  |  |  |  |  | ----- | ---- |
| 2023 | Ducati | 14 | 2 | 2 | Rit | 7 | 4 | 15 | 13 | 10 | Rit | 8 | 3 | 2 | 3 | Rit | 13 | 17 | Rit | 5 | 5 | 5 | 14 | 5 | 5 | 2 | Rit | Rit | 1 | 5 | 3 | Rit | 6 | 3 | 8 | 11 | 6 |  |  |  |  |  |  | 251   | 5º   |

| 2024 | Moto   |    |   |   |    |    |     |     |    |    |    |    |    |    |    |    |    |    |   |    |    |    |   |    |    |   |    |    |    |    |    |    |    |   |     |    |    |  |  |  |  |  |  | Punti | Pos. |
| ---- | ------ | -- | - | - | -- | -- | --- | --- | -- | -- | -- | -- | -- | -- | -- | -- | -- | -- | - | -- | -- | -- | - | -- | -- | - | -- | -- | -- | -- | -- | -- | -- | - | --- | -- | -- |  |  |  |  |  |  | ----- | ---- |
| 2024 | Ducati | 14 | 9 | 6 | 11 | 18 | Rit | Rit | 16 | 13 | 14 | 11 | 16 | 15 | 16 | 17 | 11 | 10 | 7 | 16 | 19 | 16 | 9 | 12 | 15 | 9 | 17 | 13 | 13 | 14 | 14 | 11 | 14 | 9 | Rit | 13 | 11 |  |  |  |  |  |  | 78    | 17º  |

| 2025 | Moto   |  |  |  |  |  |  |  |  |  |  |  |  |  |  |  |    |    |    |    |    |    |    |    |    |  |  |  |  |  |  |  |  |  |  |  |  |  |  |  |  |  |  | Punti | Pos. |
| ---- | ------ |  |  |  |  |  |  |  |  |  |  |  |  |  |  |  | -- | -- | -- | -- | -- | -- | -- | -- | -- |  |  |  |  |  |  |  |  |  |  |  |  |  |  |  |  |  |  | ----- | ---- |
| 2025 | Yamaha |  |  |  |  |  |  |  |  |  |  |  |  |  |  |  | 15 | 16 | 15 | 14 | 17 | 18 | 16 | 16 | 14 |  |  |  |  |  |  |  |  |  |  |  |  |  |  |  |  |  |  | 6     |      |

| Legenda | 1º posto        | 2º posto            | 3º posto           | A punti      | Senza punti        | Grassetto – Pole position Corsivo – Giro più veloce |
| Legenda | Gara non valida | Non qual./Non part. | Ritirato/Non class | Squalificato | '-' Dato non disp. | Grassetto – Pole position Corsivo – Giro più veloce |

### Campionato mondiale Supersport
| 2025 | Moto   |     |   |    |    |    |    |     |    |    |    |  |  |  |  |  |  |  |  |  |  |  |  |  |  | Punti | Pos. |
| ---- | ------ | --- | - | -- | -- | -- | -- | --- | -- | -- | -- |  |  |  |  |  |  |  |  |  |  |  |  |  |  | ----- | ---- |
| 2025 | Yamaha | Rit | 4 | 19 | 17 | 16 | 12 | Rit | 20 | 18 | 20 |  |  |  |  |  |  |  |  |  |  |  |  |  |  | 17    |      |

| Legenda | 1º posto        | 2º posto            | 3º posto           | A punti      | Senza punti        | Grassetto – Pole position Corsivo – Giro più veloce |
| Legenda | Gara non valida | Non qual./Non part. | Ritirato/Non class | Squalificato | '-' Dato non disp. | Grassetto – Pole position Corsivo – Giro più veloce |